# Francis Fukuyama
Yoshihiro Francis Fukuyama (* 27. října 1952 Chicago) je americký spisovatel, politolog a filosof japonského původu. Proslavil se především dílem Konec dějin a poslední člověk (1992), které je považováno za protiklad díla též amerického spisovatele Samuela P. Huntingtona.

## Zastávané postoje
Zatímco Huntigton předpovídá neustálý spor základních civilizačních celků (např. západního, pravoslavného, islámského či buddhistického), Fukuyama tvrdí, že pádem tzv. železné opony dějiny v podstatě skončily, neboť sice stále budou „probíhat události a vycházet noviny, které o nich budou psát“, ale demokratický a ekonomicky liberální světořád svou úspěšnou expanzí ukazuje, že je jediným možným a finálním stádiem sociokulturního vývoje lidstva a lidské vlády.
Totalitní státy a diktatury jako např. Kuba, či Bělorusko jsou pouze anachronismem a je otázkou času, kdy i v nich zvítězí západní model fungování společnosti. Fukuyama srovnává své myšlenky s Marxovými tak, že Karl Marx považoval dějiny za spění ke komunismu, Fukuyama za jejich konec považuje právě dosažení liberální společnosti, volného trhu a západního životního stylu.
Ve svém následném díle Trust: Social Virtues and Creation of Prosperity (1995) však dochází k pozměnění původních východisek a uznává, že kulturu nelze beze zbytku oddělit od ekonomie. Fukuyama je také spojován s nástupem neokonzervatismu v USA v době vlády Ronalda Reagana. Během úřadování prezidenta George W. Bushe se od neokonzervatismu distancoval.
Během své kariéry Fukuyama postupně působil na George Mason University a Johns Hopkins University, od roku 2010 pak na Stanford University.

## Knihy přeložené do češtiny
- 2002 Konec dějin a poslední člověk
- 2004 Budování státu podle Fukuyamy
- 2006 Velký rozvrat : lidská přirozenost a rekonstrukce společenského řádu
- 2019 Identita: volání po důstojnosti a politika resentimentu[1]